# Humbugwhist
Humbugwhist är ett kortspel och är en form av den traditionella whisten, anpassad för två deltagare.
I given delas korten ut till fyra händer. Det sista kortet vänds upp och anger trumffärg. De båda spelarna har att välja mellan att behålla den hand man tilldelats, eller att kasta den och i stället plocka upp en av de övriga händerna. Därefter spelar man om stick. Poäng ges för varje vunnet trick, det vill säga stick utöver de sex första. Man kan också därutöver använda samma poängräkningssystem som i den traditionella whisten.